# Девон Кершоу
Девон Кершоу (англ. Devon Kershaw, 20 грудня 1982) — канадський лижник, чемпіон світу. 
Кершоу бере участь у змаганнях із лижних перегонів з 2000 року. Найбільш успішно він виступає у спринтерських гонках. Чемпіоном світу Кершоу став на чемпіонаті 2011 у Холменколлені, вигравши командний спринт у парі з Алексом Гарві.